# New-York-City-Marathon 2024
| 53. New-York-City-Marathon    | 53. New-York-City-Marathon        |
| ----------------------------- | --------------------------------- |
| Stadt                         | New York City, Vereinigte Staaten |
| Datum                         | 3. November 2024                  |
| Distanz                       | 42,195 Kilometer                  |
| Sieger                        |                                   |
| Männer                        | Abdi Nageeye (2:07:39 h)          |
| Frauen                        | Sheila Chepkirui (2:24:35 h)      |
| ← New-York-City-Marathon 2023 | New-York-City-Marathon 2025 →     |
| Website                       | Offizielle Website                |

Der New-York-City-Marathon 2024 (offiziell: TCS New York City Marathon 2024) war die 53. Ausgabe der jährlich stattfindenden Laufveranstaltung in New York City, Vereinigte Staaten. Er fand am 3. November 2024 statt.
Er ist Teil der World Marathon Majors 2024 und hat das Etikett Platinum Label der World Athletics Label Road Races 2024.

## Ergebnisse

### Männer
| Platz | Athlet            | Nation             | Zeit    |
| ----- | ----------------- | ------------------ | ------- |
| 01    | Abdi Nageeye      | Niederlande        | 2:07:39 |
| 02    | Evans Chebet      | Kenia              | 2:07:45 |
| 03    | Albert Korir      | Kenia              | 2:08:00 |
| 04    | Tamirat Tola      | Äthiopien          | 2:08:12 |
| 05    | Geoffrey Kamworor | Kenia              | 2:08:50 |
| 06    | Conner Mantz      | Vereinigte Staaten | 2:09:00 |
| 07    | Clayton Young     | Vereinigte Staaten | 2:09:21 |
| 08    | Abel Kipchumba    | Kenia              | 2:10:39 |
| 09    | Bashir Abdi       | Belgien            | 2:10:39 |
| 10    | CJ Albertson      | Vereinigte Staaten | 2:10:57 |

### Frauen
| Platz | Athletin                  | Nation             | Zeit    |
| ----- | ------------------------- | ------------------ | ------- |
| 01    | Sheila Chepkirui          | Kenia              | 2:24:35 |
| 02    | Hellen Obiri              | Kenia              | 2:24:49 |
| 03    | Vivian Jepkemei Cheruiyot | Kenia              | 2:25:21 |
| 04    | Eunice Chebichii Chumba   | Bahrain            | 2:25:58 |
| 05    | Fabienne Schlumpf         | Schweiz            | 2:26:31 |
| 06    | Sara Vaughn               | Vereinigte Staaten | 2:26:56 |
| 07    | Senbere Teferi            | Äthiopien          | 2:27:14 |
| 08    | Jessica McClain           | Vereinigte Staaten | 2:27:19 |
| 09    | Sharon Lokedi             | Kenia              | 2:27:45 |
| 10    | Kellyn Taylor             | Vereinigte Staaten | 2:27:59 |